# Dallas Cowboys
Dallas Cowboys là đội bóng bầu dục Mỹ chuyên nghiệp của Hoa Kỳ, có trụ sở tại Dallas–Fort Worth metroplex. Dallas Cowboys thi đấu tại National Football League với tư cách là thành viên của National Football Conference (NFC)  khu vực miền đông. Đội bóng có trụ sở tại Frisco, Texas, và sân nhà của đội là  sân vận động AT&T nằm ở Arlington, Texas, sân bắt đầu mở cửa năm 2009. Dallas Cowboys tham gia NFL năm 1960.. Dallas Cowboys là đội duy nhất tại NFL đạt được kỷ lục 20 lần liên tiếp có số trận thắng nhiều hơn số trận thua trong 1 mùa giải (1966–85).
Năm 2015, Dallas Cowboys đã trở thành câu lạc bộ thể thao đầu tiên đạt giá trị 4 tỷ $, trở thành câu lạc bộ giá trị nhất thế giới, theo ghi nhận của Forbes. Dallas Cowboys cũng đạt được lợi nhuận 620 triệu $ năm 2014, kỷ lục của một câu lạc bộ thể thao tại Mỹ. Vào năm 2018, họ cũng trở thành đội bóng NFL đầu tiên được định giá 5 tỷ đô la Mỹ và có tên trong bảng xếp hạng của Forbes với tư cách là đội có giá trị đứng đầu NFL trong 12 năm liên tiếp.

## Các trận đấu ngày lễ Tạ ơn
Trong mùa giải thứ bảy của họ tại năm 1966, Cowboys đã đồng ý tổ chức trận đấu Lễ tạ ơn NFL thứ hai; truyền thống của một đội tổ chức vào Lễ tạ ơn đã được phổ biến bởi Detroit Lions (người đã tổ chức một trận đấu vào ngày đó hầu như không bị gián đoạn kể từ khi chuyển đến Detroit vào năm 1934. Tổng giám đốc Tex Schramm muốn tìm cách tăng cường quảng bá ở cấp quốc gia cho đội của mình, đội đã gặp khó khăn trong hầu hết những năm 1960. Trên thực tế, NFL đã đảm bảo việc cắt giảm doanh thu từ cổng với niềm tin rằng trò chơi sẽ không thành công vì khó khăn nói trên. Với trận đấu bắt đầu ngay sau 5 giờ chiều theo giờ CST, hơn tám mươi nghìn người hâm mộ (và hàng triệu người xem trên CBS) đã chứng kiến Cowboys đánh bại Cleveland Browns 26–14 tại Cotton Bowl.
Vào năm 1975 và 1977, theo lệnh của Ủy viên Pete Rozelle, St. Louis Cardinals thay thế Dallas làm đội chủ nhà. Dallas sau đó tiếp đón St. Louis vào năm 1976 trong một nỗ lực của NFL nhằm giúp St. Louis được tiếp cận quốc gia. Mặc dù Cardinals, vào thời điểm đó được gọi là "Cardiac Cards" do xu hướng thắng các trận đấu căng thẳng, đã thành công khiêm tốn vào thời điểm đó, các trận đấu đã không chứng tỏ được thành công. Do các yếu tố từ các cuộc thi xấu đến sự phản đối từ Trận đấu ngày lễ tạ ơn Kirkwood–Webster Groves (một cuộc thi bóng bầu duch trung học địa phương) đã dẫn đến việc Dallas tiếp tục nhiệm vụ đăng cai thường xuyên vào năm 1978. Sau đó, sau khi Rozelle yêu cầu Dallas tiếp tục tổ chức các trò chơi trong Lễ Tạ ơn, mà Cowboys đã yêu cầu (và đã nhận được) một thỏa thuận đảm bảo cho Cowboys một vị trí vào Ngày Lễ Tạ ơn một cách tốt đẹp; như vậy, Cowboys chơi vào buổi chiều muộn.

## Biểu trưng và trang phục

### Biểu trưng

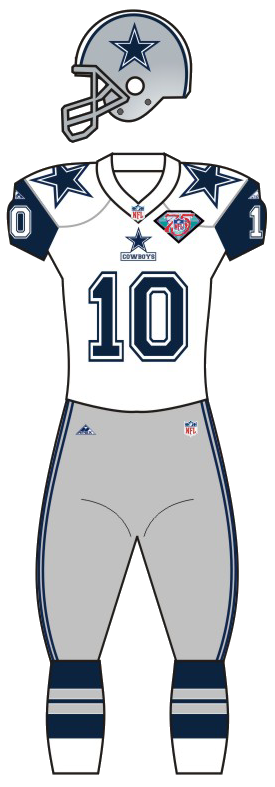
Ảnh đồng phục 2 ngôi sao của Dallas Cowboys trong lễ kỉ niệm 75 năm thành lập NFL năm 1994

Biểu trưng ngôi sao xanh của Dallas Cowboys đại diện cho Texas với tư cách là "The Lone Star State", là một trong những biểu trưng nổi tiếng nhất của thể thao chuyên nghiệp. 

## Người hâm mộ toàn quốc

### Sự ủng hộ của người hâm mộ
Từ khi đội bóng tham gia NFL năm 1960, đội có được sự ủng hộ mạnh mẽ từ người ở Vùng đô thị phức hợp Dallas–Fort Worth và cả bang Texas. Với lượng người hâm mộ đông đảo trên khắp đất nước Hoa Kỳ, đặc biệt là tại các trận đấu sân khách, đội Cowboys có biệt danh là "America's team".

### Sự chỉ trích
Mặc dù đội bóng có lịch sử thành công lâu đời cũng như có lượng người hâm mộ đông đảo, nhiều người hâm mộ của các đội bóng NFL khác có nhiều ác cảm với đội Cowboys. Qua nhiều năm, cổ động viên của Cowboys được cho là những cổ động viên gây khó chịu nhất trong tất cả các môn thể thao.

## Dẫn chứng
- NFL 2002 Record & Fact Book ISBN 0-7611-2643-0

1. ↑  "1960 Dallas Cowboys". Dallas Cowboys. Bản gốc lưu trữ ngày 16 tháng 10 năm 2014. Truy cập ngày 12 tháng 9 năm 2016.
2. ↑  "Fingertip Information–2015 Dallas Cowboys Media Guide" (PDF). Dallas Cowboys. ngày 28 tháng 8 năm 2015. Bản gốc (PDF) lưu trữ ngày 19 tháng 1 năm 2018. Truy cập ngày 28 tháng 9 năm 2015.
3. ↑  "Dallas Cowboys Team Capsule" (PDF). 2016 Official National Football League Record and Fact Book. National Football League. ngày 15 tháng 7 năm 2016. Truy cập ngày 4 tháng 8 năm 2016.
4. ↑  "AT&T Takes Naming Rights Of Stadium; Now AT&T Stadium". Dallas Cowboys. ngày 25 tháng 7 năm 2013. Truy cập ngày 13 tháng 9 năm 2015.
5. ↑  "NFL History 1951–1960". National Football League. ngày 28 tháng 9 năm 2015. Truy cập ngày 28 tháng 9 năm 2015.
6. ↑  "Team History: 1999 Dallas Cowboys". DallasCowboys.com. Bản gốc lưu trữ ngày 26 tháng 11 năm 2011. Truy cập ngày 17 tháng 2 năm 2009.
7. 1 2  Ozanian, Mike (ngày 14 tháng 9 năm 2015). "The Most Valuable Teams In The NFL". Truy cập ngày 28 tháng 9 năm 2015.
8. ↑  "Sports Money: 2018 NFL Valuations". Forbes. ngày 20 tháng 9 năm 2018. Lưu trữ bản gốc ngày 2 tháng 1 năm 2021. Truy cập ngày 22 tháng 9 năm 2018.
9. ↑  Rovell, Darren (ngày 20 tháng 9 năm 2018). "Forbes: Cowboys most valuable NFL team for 12th year in row". ESPN.com. Lưu trữ bản gốc ngày 2 tháng 1 năm 2021. Truy cập ngày 22 tháng 9 năm 2018.
10. ↑  "Cowboys, Browns to collide in Dallas' biggest NFL game". Victoria Advocate. (Texas). Associated Press. ngày 24 tháng 11 năm 1966. tr. 12 – qua Google News.
11. ↑  McManaman, Bob (ngày 22 tháng 11 năm 2017). "Cardinals, not Cowboys, could have been an NFL Thanksgiving Day staple". AZCentral.com. Truy cập ngày 23 tháng 11 năm 2017.
12. ↑  T, Bryson (ngày 18 tháng 2 năm 2021). "Why are the Dallas Cowboys considered America's Team?". Inside the Star. Truy cập ngày 30 tháng 11 năm 2023.
13. ↑  Shuck, Barry (ngày 15 tháng 10 năm 2011). "How the Dallas Cowboys Became Known as "America's Team"". Bleacher Report. Truy cập ngày 30 tháng 11 năm 2023.
14. ↑  Manning, Tyler (ngày 20 tháng 7 năm 2022). "Study says Dallas Cowboys fans are most devoted fanbase in NFL". CW33.com. Bản gốc lưu trữ ngày 21 tháng 9 năm 2024. Truy cập ngày 30 tháng 11 năm 2023.
15. ↑  "America's Team? Why NFL Fans Hate the Dallas Cowboys". Fox Sports. ngày 8 tháng 4 năm 2022. Truy cập ngày 30 tháng 11 năm 2023.
16. ↑  Holrolyd, Caitlyn (ngày 14 tháng 10 năm 2021). "Twitter map shows Cowboys are most hated NFL team". TheScore.com. Truy cập ngày 30 tháng 11 năm 2023.
17. ↑  Gagnon, Brad (ngày 19 tháng 6 năm 2014). "Why America Hates the Dallas Cowboys". Bleacher Report. Truy cập ngày 30 tháng 11 năm 2023.
18. ↑  Gaines, Cork (ngày 29 tháng 1 năm 2015). "The Cowboys Remain America's Most Hated NFL Team But The Patriots Are Not Far Behind". Business Insider. Truy cập ngày 1 tháng 12 năm 2023.
19. ↑  Hamm, Timm (ngày 25 tháng 8 năm 2022). "Cowboys Fans Rank as 'Most Annoying' in Sports". Sports Illustrated. Truy cập ngày 1 tháng 12 năm 2023.